# Hexx
Hexx war eine US-amerikanische Metal-Band aus San Francisco, Kalifornien, die im Jahr 1978 unter dem Namen Paradox gegründet wurde und sich 1991 wieder auflöste.

## Geschichte
Die Band wurde im Jahr 1978 unter dem Namen Paradox gegründet. Im Jahr 1983 änderte die Band ihren Namen in Hexx um. Kurz darauf unterschrieb die Band einen Vertrag bei Shrapnel Records und veröffentlichte das Debütalbum No Escape im Jahr 1984. Auf dem Album war eher traditioneller Heavy Metal mit leichten Einflüssen aus der New Wave of British Heavy Metal zu hören. Das zweite Album Under the Spell erschien im Jahr 1986, auf dem die Thrash-Metal-Einflüsse deutlich hörbar waren. Sänger und Gitarrist Clint Bower, Gitarrist Dan Watson, Bassist Bill Peterson und Schlagzeuger John Shafer veröffentlichten im Jahr 1988 mit Watery Graves und 1989 mit Quest for Sanity jeweils eine EP. Im Jahr 1991 folgte das letzte Album Morbid Reality, auf dem die Death-Metal-Einflüsse merkbar zunahmen. Noch im selben Jahr löste sich die Band auf.

## Stil
In ihrer Karriere entwickelte sich die Musik der Band von eher klassischem Heavy Metal, zu extremerem Metal wie Thrash- und Death Metal.

## Diskografie
- No Escape (Album, 1984, Shrapnel Records)
- Demo '84 (Demo, 1984, Eigenveröffentlichung)
- Under the Spell (Album, 1986, Roadrunner Records)
- Help Yourself Demo (Demo, 1988, Eigenveröffentlichung)
- Quest for Sanity (EP, 1988, Under One Flag)
- Watery Graves (EP, 1990, Wild Rags Records)
- Morbid Reality (Album, 1991, Century Media)
- Wrath of the Reaper (Album, 2017, High Roller Records)